# 神崎省吾シリーズ
『神崎省吾シリーズ』（かんざきしょうごシリーズ）は、高橋治の小説『殺意の断崖』を原作としたテレビドラマのシリーズ。

## 刑事神崎省吾事件簿 椿の入れ墨をした女
『刑事神崎省吾事件簿 椿の入れ墨をした女』（けいじかんざきしょうごじけんぼ つばきのいれずみをしたおんな）は、1992年にテレビ朝日系「土曜ワイド劇場」で放送されたテレビドラマ。主演は植木等。視聴率は18.5%。

### キャスト（刑事神崎省吾事件簿 椿の入れ墨をした女）
- 神崎省吾（浜名署警部補） - 植木等
- 笠井清美 - 北原佐和子
- 熊井（静岡県警捜査一課警部） - 大出俊
- 神崎園子（神崎の妻） - 高田敏江
- 西川（静岡県警捜査一課警部補） - 内田直哉
- 道上竜夫（極道会のリーダー格の男） - 遠藤憲一
- 松谷健三（清美を庇ってチンピラを刺殺した男） - 武見龍磨
- 石山（浜名署刑事） - 円谷浩
- 酒井（極道会の男） - 佐藤弘
- 吉中（浜名署警部補） - 小林昭二
- 伊丹鉄也（浜中署刑事・神崎の後輩） - 野口五郎
- 竹下燈子、中尾真澄、駒木根尚美、徳江一裕、若山騎一郎、けーすけ、後藤修、高野寛、羽生昭彦、重富俊明、崎山勇、藤本俊和、小島一子、新川和子、小西弘人、田辺金吾、浅野忠嗣

### スタッフ（刑事神崎省吾事件簿 椿の入れ墨をした女）
- 原作 - 高橋治『殺意の断崖』
- 脚本 - 岡本克己
- 監督 - 松尾昭典
- 音楽 - 津島利章
- 制作 - テレビ朝日、松竹

## 捜査一課長・神崎省吾 椿の入れ墨をした女
『捜査一課長・神崎省吾 椿の入れ墨をした女』（そうさいっかちょう・かんざきしょうご つばきのいれずみをしたおんな）は、2004年にテレビ東京系「女と愛とミステリー」で放送されたテレビドラマ。主演は渡瀬恒彦。視聴率は9.3%。

### キャスト（捜査一課長・神崎省吾 椿の入れ墨をした女）
- 神崎省吾（静岡県警刑事部捜査一課長） - 渡瀬恒彦
- 伊丹鉄也（静岡県警刑事部刑事・神崎の部下） - 田中実
- 青木孝則（静岡県警刑事部刑事・神崎の部下） - 斎藤洋介
- 川端基樹（静岡県警刑事部刑事・神崎の部下） - 大柴隼人
- 小田島（静岡県警刑事部刑事・神崎の部下） - 尾崎右宗
- 静岡県警刑事部刑事 - 日比谷雷太
- 金田敏夫（老人ホーム「浜名湖ケアセンター」副理事長） - 片桐竜次
- 恩田和巳（「浜名湖ケアセンター」元理事長） - 不破万作
- 佐川（元警察官） - 鶴田忍
- 本間忠志（風俗店従業員） - 顔田顔彦
- 「浜名湖ケアセンター」元職員 - 小柳友貴美
- 田渕洋子（仲居） - 田村友里
- 松谷明子（「浜名湖ケアセンター」職員） - 中島ひろ子
- 神崎千鶴子（神崎の娘） - 遊井亮子
- 風俗店長店長 - 諏訪太朗
- 住職 - 松田章
- 靖江（「浜名湖ケアセンター」職員） - 青木まゆこ
- 不動産屋職員 - 浜幸一郎
- 橋本武司（「浜名湖ケアセンター」理事長） - 加藤治
- 種田（殺害された警官） - 加藤陽平
- 笠井健三（笠井清美の父・故人） - 森喜行
- 静岡県警署長 - 浅沼晋平
- 神崎園子（神崎の妻） - 伊東ゆかり
- 小野志津枝（神崎のの知人） - 宇津宮雅代
- 笠井清美（伊丹の婚約者・スナック店員） - 川上麻衣子
- 田中雄一朗、吉川拳生、森保郁夫、長島新之助

### スタッフ（捜査一課長・神崎省吾 椿の入れ墨をした女）
- 原作 - 高橋治『殺意の断崖』
- 脚本 - 西岡琢也
- 監督 - 吉田啓一郎
- プロデューサー - 斎藤賴照、山田大作
- 制作 - テレビ東京、BSジャパン、TSP